# رأس العين (الحسكة)
رأس العين مدينة سورية تقع في شمال غرب محافظة الحسكة على الحدود التركية السورية، يعود تاريخها إلى آلاف السنين قبل الميلاد. وهي النقطة التي يعبر منها نهر الخابور إلى الأراضي السورية. تتميز المدينة بموقع استراتيجي، حيث تقع على مسافة 85 كم شمال غرب مدينة الحسكة و90 كم غرب مدينة القامشلي. وللمدينة تاريخ أثري عريق، وكانت من ضمن الحضارات الأولى في منطقة الجزيرة الفراتية في سوريا.

## التاريخ والتسمية

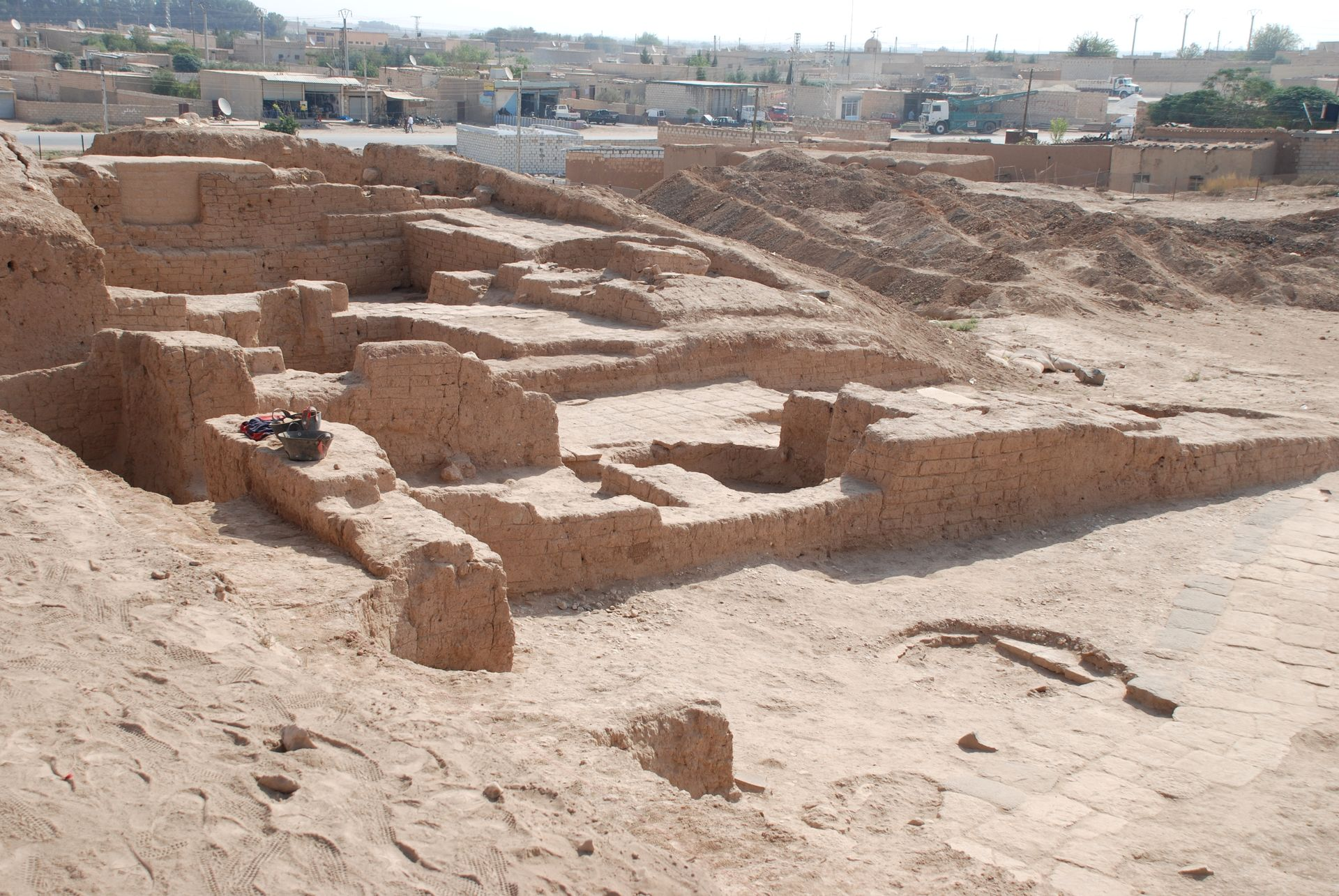
تل حلف الأثرية

رأس العين مدينة أثرية تاريخية قديمة، وكانت تعرف باسم كابارا في العهد الأرامي، وغوزانا في العهد الاشوري ورازينا أو رسين وتيودسليوس في العهد الروماني ثم سميت رش عيناو (بالسريانية: ܪܝܫ ܥܝܢܐ)، وترجمتها من الاشورية رأس العين وبعد ذلك سميت قطف الزهور وعين وردة وأخيراً رأس العين بالعربية. وكانت رأس العين في العصر العباسي مركزاً تجارياً مهماً ومحطة هامة للقوافل ومصيفاً للخليفة العباسي المتوكل وغيره من الخلفاء العباسيين. كما اتخذ منها السلطان صلاح الدين الأيوبي مركزاً للاستراحة مدة عام كامل أثناء معاركه وفتوحاته في منطقة الجزيرة العليا وشمال العراق وحلب.
مدينة رأس العين بالإضافة إلى تل حلف وتل الفخيرية هي مواقع تختزن تاريخ المنطقة وذاكرة العصور لدهور تزيد على خمسة ألاف سنة. لا يخفى ما كان للمياه من شأن كبير في جذب الأقوام وتوفير مقومات الاستقرار والتوطين ولذلك كانت منطقة الخابور وينابيعها بشكل خاص توفر عقدة مواصلات هامة بين الشرق والغرب وبين الشمال والجنوب وقد هيأها ذلك لأن تكون موطن عمران منذ فجر التاريخ.
أقدم مظهر حضاري في المدينة هو ما أظهرته المكتشفات الأثرية في تل حلف، فقد دلت على وجود شعب عامل نشيط عرفه التاريخ باسم الشعب السوباري الذي أسس دولة واسعة الأطراف، وكانت عاصمة الدولة التي شكلها الشعب السوباري هي تل حلف، ويعود ذلك إلى أواسط الألف الرابع ق.م. أي حوالي 3500 ق.م.

## المدينة في كتابات الرحالة
تحدث الادريسي في كتابه (نزهة المشتاق في اختراق الآفاق) عن بلدة رأس العين قائلاً: 

أما ياقوت الحموي فقد ذكرها في كتابه معجم البلدان قائلا: 
في واقع الأمر إن تلك المسميات للعيون غير مستخدمة حالياً ولا يوجد في رأس العين من يعرف مواقع العيون المسماة في كتاب الحموي. بل هناك أسماء أخرى لعيون ظلت طوال ستة آلاف عام موجودة حتى عام 1994م، حيث نفدت مياه العيون وبدأت مياهها تقل. ومن أسماء هذه العيون: عين الزرقاء وعين البانوس وعين الحصان وعين سالوبا.
لم تظهر الوثائق والخرائط التاريخية أي اسم لهذه المدينة غير رأس العين. وفي الصورة خريطة عثمانية من عام 1893 تظهر رأس العين باسمها المتعارف عليه.

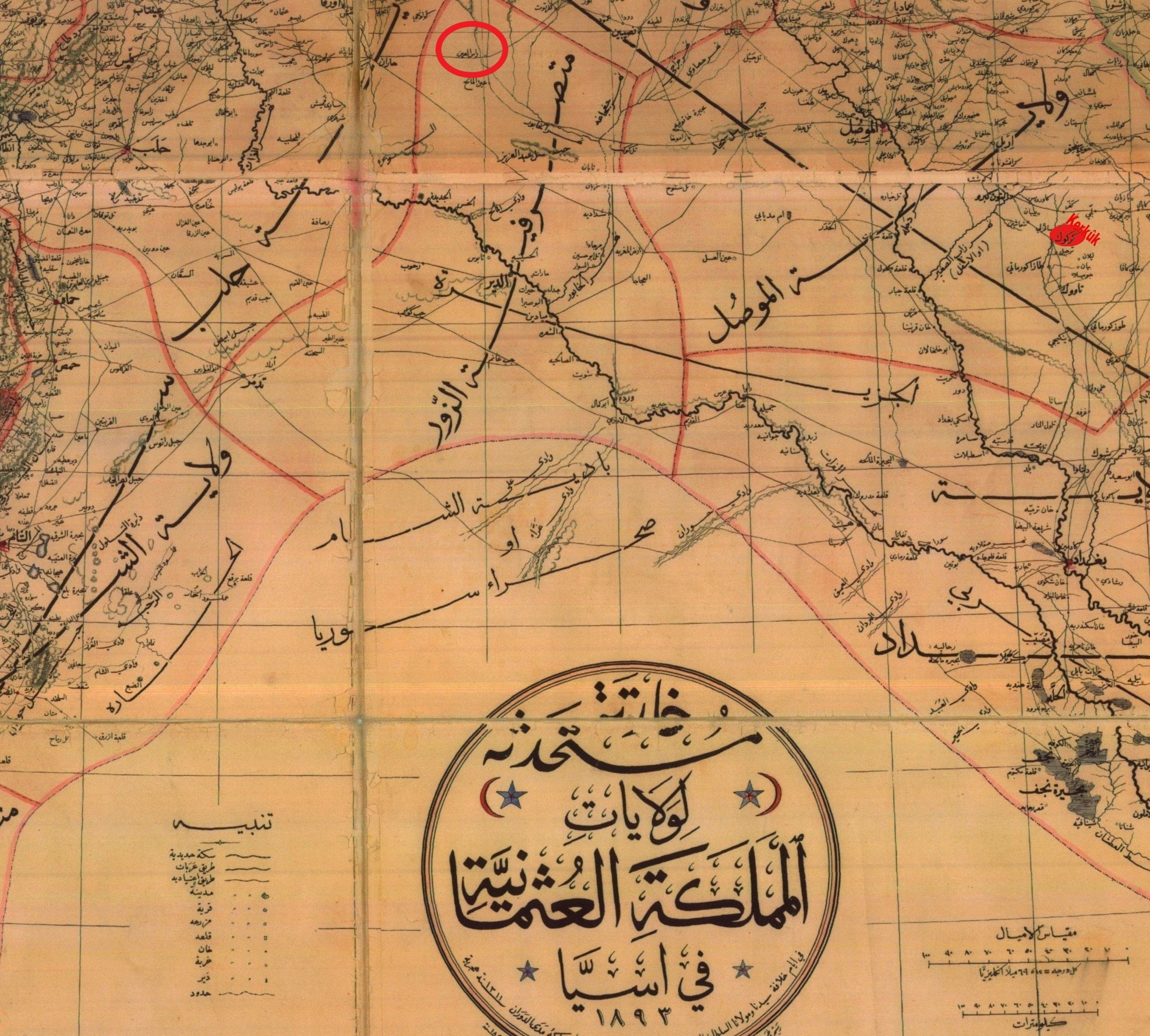
خريطة عثمانية من عام 1893 تظهر رأس العين (في الدائرة الحمراء في وسط الصورة العلوي)

## السكان
يبلغ عدد سكان مدينة رأس العين حوالي 80 ألف نسمة معظمهم عرب إضافة إلى أقليات من الكرد واليزيديين والآشوريين والسريان والأرمن والشيشان والتركمان والماردليين (المحلمية بني بكر المهاجرين من ماردين).

## نبع الكبريت
أشهر الينابيع هو ما يعرف بنبع الكبريت، نبع مياه طبيعية معدنية تتميز بلونها الأزرق وتبلغ درجة حرارة هذا النبع 27 درجة مئوية. أما غزارته فقد بلغت حوالي 20 م مكعب/ثا وهي عبارة عن مياه معدنية طبيعية تحتوي معادن أهمها الكبريت الذي يمكن شم رائحته من مسافة بعيدة. أثبتت التحاليل التي أجرتها وزارة الصحة أن المياه الكبريتية الموجودة في رأس العين تصلح لمعالجة الكثير من الأمراض الجلدية والرئوية والمفاصل. وقد أجريت دراسات ومشاريع كثيرة لاستثمار هذه المياه لكن عدم استقرار مستوى المياه أدى إلى توقف هذه المشاريع، حيث انخفض مستوى المياه لدرجة شديدة وذلك لعدة عوامل أهمها نقص الهطول المطري خلال السنة.

## المعالم الأثرية في منطقة رأس العين

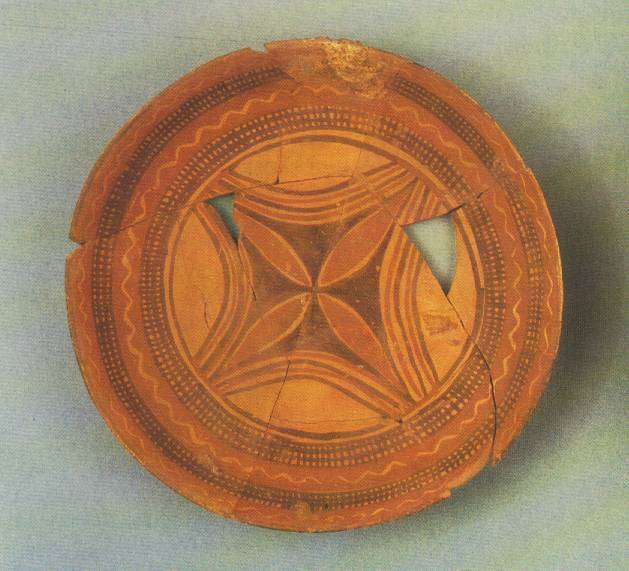
صورة لآنية من تل حلف

توجد في منطقة رأس العين العديد من الأماكن الأثرية كـتل حلف وتل الفخيرية عثر فيها على أوانٍ فخارية ملونة تعود إلى عصور قديمة من حوالي الألف الرابعة قبل الميلاد، ويمكن رؤية هذه الاثار في متحف حلب خصوصا على بوابة المتحف.